# Egebjerg (Horsens)
Egebjerg is een plaats in de Deense regio Midden-Jutland, gemeente Horsens. De plaats telt 1856 inwoners (2007).